# Estadi Bollaert-Delelis
L'Estadi Bollaert-Delelis (o Stade Bollaert-Delelis) és un estadi de futbol de la ciutat de Lens, a França. Anteriorment s'anomenà Stade des Mines (1933-1936) i Stade Félix Bollaert (1936-2012).
Aquest estadi és d'estil anglès, únic a França, i duu del nom d'un director comercial de la companyia minera de Lens, qui va voler afavorir el desenvolupament dels clubs esportius de la ciutat. Fou inaugurat l'any 1933.
És la seu habitual del Racing Club de Lens. En aquest estadi es van jugar sis partits de la Copa del Món de Futbol 1998: Aràbia Saudita - Dinamarca, Espanya - Bulgària, Alemanya - Iugoslàvia, Colòmbia - Anglaterra, Jamaica - Croàcia i França – Paraguai, aquest últim de vuitens de final. Val a dir que la seva capacitat (41.809) és superior a la població de la ciutat de Lens (36.823 habitants).

## Referències

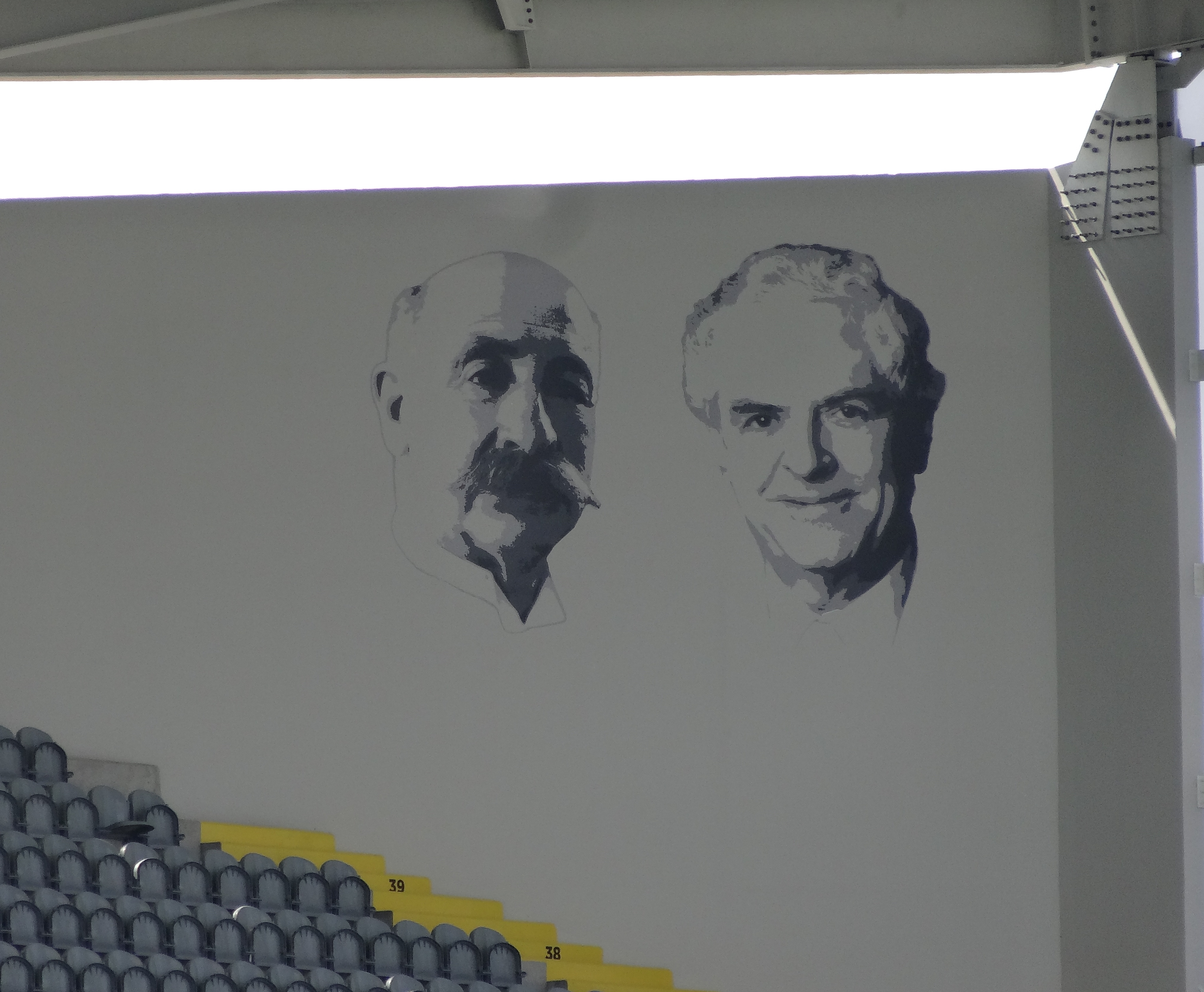
Figures de Félix Bollaert i André Delelis a la tribuna de l'estadi.